# 木管五重奏曲 (ニールセン)
木管五重奏曲または管楽五重奏曲（デンマーク語：Blæserkvintet）作品43、FS.100は、デンマークの作曲家カール・ニールセンが1921年末から1922年4月にかけてにより作曲した木管五重奏曲。

## 概要
ニールセンはコペンハーゲン管楽五重奏団（後にロイヤル・チャペル管楽五重奏団）と親交があり、この曲はこの管楽五重奏団のために書かれた。なお、後にニールセンは団員全員にそれぞれの楽器のための協奏曲を書き上げるという計画を立てたが、体調が悪化したこともあり、フルート協奏曲とクラリネット協奏曲のみに終わっている。

## 曲の構成
この曲は以下の3楽章から成り立っており、同時期に作曲された緊張感のみなぎる交響曲第5番とは対照的に、親しみやすい曲想である。第3楽章の後半「主題と変奏」には11の変奏が伴う。
- 第1楽章： アレグロ・ベン・モデラート
- 第2楽章： メヌエット
- 第3楽章： 前奏曲と主題と変奏

### 第1楽章
主題の3つあるソナタ形式（提示部→展開部→再現部）
まず、ファゴットにより第1主題が奏でられ、他の楽器と絡みながらこんどはフルートとオーボエに飛び跳ねるような第2主題が奏でられる。そしてホルンにより感傷的な副主題（第3主題）が奏でられ、提示部が終わり、もう一度繰り返される。展開部は各主題が絡み合い、複雑な展開をする。再現部は3つの主題が扱いを変えて奏でられる。

### 第2楽章
メヌエット（メヌエット→トリオ→メヌエット→コーダ）。
伝統的なスタイルに従って、メヌエット部もトリオ部も前半と後半から成る。どちらも前半のみ繰り返す。前半はクラリネットにより田園的な主題が奏でられる。後半はフルートにより奏でられる。トリオは、主題をオーボエ、クラリネット、フルートの順に重ねて奏でる。後半も、同じ主題を扱って変奏する。再びメヌエット部に戻り、コーダとなる。

### 第3楽章
「前奏曲」と、11の変奏を持つ「主題と変奏」から成る（前奏曲→主題、第1変奏から第11変奏、コーダ）。
前半の「前奏曲」で、オーボエ奏者はコーラングレに持ち替える。コーラングレの重々しいアダージョの主題をフルートが受け、その後再びコーラングレがメインとなる。
後半の「主題と変奏」のはじめの主題は、ニールセンが1912年から1916年にかけてまとめた歌曲集『賛歌と聖歌集』の中の「わがイエズスよ、わが心をそなたへの愛に向けさせたまえ」の旋律を引用している。また、この主題に伴う変奏は全部で11である。第3変奏の途中でコーラングレはオーボエに持ち替え。
第1変奏
ホルンとファゴットによる変奏。カノン風である。
第2変奏
フルート主導の細分化された変奏。
第3変奏
コーラングレはオーボエに持ち替え。
第4変奏
活気に満ちた変奏。
第5変奏
クラリネットとファゴット中心の変奏。
第6変奏
穏やかな変奏。
第7変奏
ファゴットが3連音符で上下する変奏。
第8変奏
オーボエとクラリネット中心の変奏。
第9変奏
ホルンだけのソロ。
第10変奏
フルートとクラリネット中心の変奏。
第11変奏
行進曲風の変奏。
コーダ
「アンダンテ・フェスティーヴォ」となり、主題が原型に近い形で堂々と奏でられる。

## 楽器編成
フルート、オーボエ（第3楽章の前半でコーラングレに持ち替え。後半で元にもどす）、クラリネット、ホルン、ファゴット

## 初演・出版

### 世界初演
私的初演が1922年4月30日、スウェーデンのイェーテボリにあるヘルマン・マンハイマーの邸宅にて行われている。
公開初演は同年10月9日、デンマークのコペンハーゲンにて、コペンハーゲン管楽五重奏団により行われている。

### 出版
1923年、ヴィルヘルム・ハンセン社